# Nils Zeilon
Nils Zeilon   (Arboga city parish, 13 de juny de 1886 - parròquia d'Òscar, 12 d'abril de 1958) va ser un matemàtic i pintor suec.

## Vida i Obra
Zeilon era fill d'un director d'escola. Va estudiar a la universitat d'Estocolm on la qual es va graduar el 1909 i va obtenir el doctorat el 1914 amb una tesi dirigida per Erik Ivar Fredholm. Va emprendre un viatge d'estudi científic i també per a estudis de pintura a París. El 1914 va ser professor associat a la universitat d'Uppsala i el 1926 professor titular de matemàtiques a la universitat de Lund, en la qual va coincidir amb Marcel Riesz.
Zeilon va ser el primer ajudant del Comitè Hidrogràfic - Biològic de Suècia (1910–11) i membre del Comitè Nacional de l'Astronomia de Suècia. Va ser elegit membre de la Reial Acadèmia de Ciències de Suècia el 1935, de la Societat Fisiogràfica de Lund el 1928 i de la Societat de la Ciència i el Coneixement de Goteborg el 1935.
Zeilon va fer recerca en la teoria de les equacions diferencials parcials, en el camp de la física matemàtica on, entre altres coses, es va interessar pels problemes hidrodinàmics. També va tractar la propagació de la llum en cristalls birefringents. El seu treball sobre solucions fonamentals per a operadors diferencials va desenvolupar el treball que havia fet el seu mestre, Fredholm, i es pot veure com un pas cap a la teoria moderna tal com la formulen Petrovski, Atiyah-Bott-Gårding i altres. Tot i això, Zeilon estava més interessat en resultats concrets que en teoria general.
Zeilon era un talent cultural polifacètic, va ser virtuós musical, literat i artista. Va participar en l'exposició Art Acadèmic de Lund i en exposicions de col·leccions amb el gremi d'artistes de Lund. El seu art consisteix en figures de paisatges, mariners i retrats realitzats en oli o aquarel·la. La seva salut va anar empitjorant de forma progressiva i, a partir de 1946, ja no va publicar res. Durant la Segona Guerra Mundial va mantenir una activa posició anti-nazi.